# ابلهیرا
ابلهیرا (به پرتغالی: Abelheira) در پرتغال است.